# رابین گلن-ایندیان‌تاون (میشیگان)
رابین گلن-ایندیان‌تاون (به انگلیسی: Robin Glen-Indiantown) یک منطقهٔ مسکونی در ایالات متحده آمریکا است که در شهرستان سگینا، میشیگان واقع شده‌است. رابین گلن-ایندیان‌تاون ۵٫۵ کیلومتر مربع مساحت و ۱٬۱۵۸ نفر جمعیت دارد و ۱۷۸ متر بالاتر از سطح دریا واقع شده‌است.